# Pantonstolen

Pantonstolen.

Pantonstolen är en stol i plast formgiven av dansken Verner Panton.
Inspirerad av Gerrit Rietvelds minimalistiska Zig Zag-stolen från 1934 formgav Verner Panton 1960 en stol i formsprutad plast i ett stycke för möbelföretaget Vitra. Stolen serietillverkas sedan 1967 genom injektionssprutning i polypropylenplast. I formgivningen ingår att den är färgad i klara färger.
Pantonstolen finns i en vuxenstorlek och en barnstorlek. Vuxenstolen har måtten höjd 83 cm, bredd 50 cm och djup 61 cm samt sitthöjden 41 cm. Barnstolen har höjden 63 cm, bredden 37 cm djupet 44 cm och en sitthöjd på 35 cm.
Pantonstolen tillverkas fortfarande och har inkluderats i Danmarks kulturkanon.